# Catalunya Ràdio
Catalunya Ràdio è un'emittente radiofonica pubblica spagnola di proprietà della Corporació Catalana de Mitjans Audiovisuals (CCMA), ente pubblico radiotelevisivo appartenente alla Generalitat de Catalunya.
Catalunya Ràdio trasmette fin dal 1983 con un palinsesto generalista. Da allora è cresciuta significantemente la sua estensione sia per territorio (si riceve nella Comunità Valenciana, le isole Baleari, la Catalogna del Nord, la Frangia d'Aragona e Andorra) sia per varietà, con la creazione di Catalunya Música con contenuti di musica precontemporanea, Catalunya Cultura, un format radio che è simile a quello che anni fa RAC105 ha messo in moto e Catalunya Informació, dedicata all'emissione di contenuti informativi 24 ore su 24.
Oggi Catalunya Ràdio è l'emittente in lingua catalana più ascoltata, sebbene non sia stata la prima a trasmettere in catalano.
Il 23 aprile 2006 Catalunya Cultura cessa le trasmissioni per far posto ad una nuova emittente, iCat fm.